# BK Patrioti Levice
BK Patrioti Levice is een professionele basketbalclub in Levice, Slowakije, opgericht in 1941. Sinds 1996 speelt BK Patrioti Levice in de Niké SBL-Liga, de hoogste divisie voor het betaalde basketbal in Slowakije.

## Erelijst
- Slowaaks landskampioen: 2011, 2018, 2022, 2023, 2024
- Slowaakse basketbalbeker: 2019, 2024
- Alpe Adria Cup: 2022

## Bekende (oud-)coaches
| - Oleg Melesjtsjenko (2012-2013) |

## Bekende (oud-)spelers
| - Njegoš Sikiraš - Milivoje Mijović - Casey Benson - Rob Howard |

## Verschillende namen
- TJ Tatran Levice
- TJ Lokomotíva Levice
- 1996 – BK Istroenergo Levice
- 2000 – BK VTJ Levice
- 2007 – BK Astrum Levice
- 2011 – ONYX Levice
- 2012 – BK Astrum Levice
- 2014 – EUCOS Levickí Patrioti
- 2015 – BK Levickí Patrioti
- 2019 – BK Patrioti Levice